# Tamara Platonovna Karsavinová
Tamara Platonovna Karsavinová (rusky Тамара Платоновна Карсавина; 9. března 1885 Petrohrad – 26. května 1978 Beaconsfield) byla ruská baletní tanečnice. Jejím bratrem byl filozof Lev Karsavin a otcem byl baletní umělec Platon Karsavin. V letech 1902–1918 byla členkou Mariinského divadla v Petrohradu. V období 1909–1929 byla členkou slavného Ďagilevova souboru Ballets russes, kde se proslavila zejména hlavními rolemi v inscenacích Michaila Michajloviče Fokina, jenž byl jeden čas i jejím nápadníkem. V roce 1918 se vdala za britského diplomata Henryho Jamese Bruce a usadila se v Londýně. Se svým manželem měla, ještě před samotným sňatkem, syna jménem Nikita (1916–2002). V letech 1930–1955 byla viceprezidentkou londýnské Královské akademie tance, spoluzakládala rovněž londýnský Královský balet. Napsala též několik knih o baletním umění.